# Кубок Львівської області з футболу 2020
Кубок Львівської області 2020 року проводився Львівською асоціацією футболу серед аматорських команд Львівщини. Матчі проходили в період з 24 жовтня по 20 листопада 2020 року. В змаганнях взяли участь 11 команд, що виступають у Прем'єр-лізі і Першій лізі Львівської області та Чемпіонаті України серед аматорів(ТзОВ ФК «Карпати» Львів). Серед них 8 команд — представники Прем'єр-ліги Львівщини (виділені жирним шрифтом).
Фінальний поєдинок відбувся на стадіоні «Україна» у Львові. Цього разу тут зійшлися в герці чинний чемпіон Львівщини — «Юність» Верхня/Нижня Білка та їхній головний конкурент в обласних змаганнях — футбольний клуб «Миколаїв».
Футболісти ФК «Миколаїв», які четвертий раз підряд грали у фіналі, вдруге поспіль завоювали Кубок Львівської області й водночас узяли реванш у «Юності» за поразку в матчі за золоті медалі Прем'єр-ліги Львівської області на стадіоні імені Богдана Маркевича у Винниках. Тоді «Юність» впевнено здолали миколаївців (3:0) і втретє поспіль вибороли чемпіонство.
Ексклюзивний трофей і золоті кубкові медалі тріумфаторам вручив Голова Львівської асоціації футболу Олександр Шевченко. Фіналісти з Верхньої та Нижньої Білок отримали срібні кубкові медалі. Пам'ятними медалями відзначено також арбітрів фінальної зустрічі.
Спеціальну нагороду кращого гравця фінального матчу отримав гравець ФК «Миколаїв» Ярослав Грица.

## Результати матчів кубка Львівської області
|  | Перший етап                       |                                   | Чвертьфінали                 |                              | Півфінали           |                | Фінал               |               | ПЕРЕМОЖЕЦЬ    |      |
|  |                                   |                                   |                              |                              |                     |                |                     |               |               |      |
|  |                                   |                                   | «Корміл» Давидів             |                              |                     |                |                     |               |               |      |
|  |                                   |                                   |                              |                              | «Корміл» Давидів    |                |                     |               |               |      |
|  | ФК «Карпати» Львів                | ФК «Карпати» Львів                |                              |                              | 2:0                 | 2:0            |                     |               |               |      |
|  |                                   |                                   | «Карпати» Л.                 |                              |                     |                |                     |               |               |      |
|  | «Галичина» Дрогобич               | «Галичина» Дрогобич               | 2:0                          | 2:0                          |                     |                | ФК «Миколаїв»       | ФК «Миколаїв» |               |      |
|  |                                   |                                   |                              |                              |                     |                | 0:0 д.ч. 2:1        |               |               |      |
|  |                                   |                                   | ФК «Миколаїв»                | ФК «Миколаїв»                |                     |                |                     |               | logo          | logo |
|  |                                   |                                   |                              |                              | ФК «Миколаїв»       |                |                     |               | logo          | logo |
|  | «Лео-Кераміка» Львів              | «Лео-Кераміка» Львів              |                              |                              | 4:0                 | 4:0            |                     |               | logo          | logo |
|  |                                   |                                   | «Лео-Кераміка»               |                              |                     |                |                     |               | logo          | logo |
|  | «Поґонь» Львів                    | «Поґонь» Львів                    | 9:0                          | 9:0                          |                     |                |                     |               | logo          | logo |
|  |                                   |                                   |                              |                              |                     |                |                     |               | ФК «Миколаїв» |      |
|  |                                   |                                   | СОК «Пульс-Авангард» Жидачів | СОК «Пульс-Авангард» Жидачів |                     |                |                     |               | 1:0           |      |
|  |                                   |                                   |                              |                              | «Юність» В./Н.Білка |                |                     |               |               |      |
|  |                                   |                                   |                              |                              | 3:0                 |                |                     |               |               |      |
|  |                                   |                                   | «Юність» Верхня/Нижня Білка  |                              |                     |                |                     |               |               |      |
|  |                                   |                                   |                              |                              |                     |                | «Юність» В./Н.Білка |               |               |      |
|  | ФК «Запитів» Запитів/Новий Яричів | ФК «Запитів» Запитів/Новий Яричів |                              |                              |                     |                | 1:0                 | 1:0           |               |      |
|  |                                   |                                   | «Демня-Фенікс»               |                              |                     |                |                     |               |               |      |
|  | «Демня-Фенікс» Демня/Підмонастир  | «Демня-Фенікс» Демня/Підмонастир  | 4:1                          | 4:1                          | «Демня-Фенікс»      | «Демня-Фенікс» |                     |               |               |      |
|  |                                   |                                   |                              |                              | 5:1                 |                |                     |               |               |      |
|  |                                   |                                   | «Юність» Гійче/Куликів       |                              |                     |                |                     |               |               |      |

### Фінал[1]
Арбітр: Юрій Можаровський.
Асистенти арбітра: Юрій Суряк, Юрій Кравченко.
Резервний арбітр: Андрій Смольський.
 Спостерігач арбітражу: Андрій Шандор.
 Делегат матчу: Володимир Гевко
Арбітр СВА: Роман Блавацький.
Спостерігач арбітражу СВА: Орест Шмигельський.
Гол:  59 з пен.' Грица Ярослав.
ФК «Миколаїв» : Бурмас Мар'ян, Дзюрах Роман, Гурський Андрій, Оприск Роман, Коваль Григорій, Сагайдак Андрій, Грица Ярослав (Іванишин Павло,  90+4'), Федина Іван (Стасишин Назар,  90+2'), Юськевич Іван (Бердей Юрій,  90+2'), Клим Богдан (Синишин Ігор,  68'), Балух Ігор.
Головний тренер: Іван Шуга. Президент клубу: Микола Оприск.
«Юність»: Жук Андрій, Гаврушко Іван (Гладкий Володимир,  73'), Шарабура Микита, Білий Роман, Дмитрух Віталій, Федорів Володимир, Гордійчук Павло, Равлик Віталій, Богданов Микола, Набізада Омар (Шептицький Олег,  73'), Панасюк Олег.
Головний тренер: Богдан Костик. Президент клубу: Олександр Ролько.
Попередження:  24' Клим Богдан;  67'Гурський Андрій;  76' Дзюрах Роман;  89' Бурмас Мар'ян;  90' Синишин Ігор;  90+5' Оприск Роман; —  41' Гордійчук Павло;  66' Федорів Володимир.
Вилучення:  41', 58'Гордійчук Павло;  90+5' Шептицький Олег (агресивна поведінка).

## Інші кубкові турніри під егідоюЛАФ
У 2020 році Львівською асоціацією футболу було проведено традицій наймасовіший передсезонний (зимовий) Турнір пам'яті Ернеста Юста (переможець СКК «Демня-Фенікс» Демня/Підмонастир) та Турнір пам'яті Карла Мікльоша (переможець СКК «Пісочна»). Команди Першої ліги змагались за Кубок Першої ліги (переможець СК «Нафтовик» Борислав).
Також проведено традиційні змагання на Кубок чемпіонів Львівщини.

### Кубок чемпіонів Львівської області— 2019/2020
У 2020 році фінішував вісімнадцятий за ліком розіграш Кубка чемпіонів Львівщини, який стартував матчами в групах восени 2019 року. В турнірі взяло участь 12 команд, чемпіони та призери районних чемпіонатів Львівської області. В турнірі були представлені 9 районів Львівщини. У фіналі зустрілись представники Стрийського та Миколаївського районів.
Перемогла команда з П'ятничан, вперше у 18-річній історії проведення Кубку чемпіонів Львівської області команді вдалось вдруге поспіль завоювали трофей. Це третій тріумф представника Стрийщини у даному турнірі — окрім П'ятничан, у 2009 році перемагала «Матриця» з Добрян.
Перше місце в гонитві бомбардирів розділили 41-річний Василь Павлучкович («УГВ-Сервіс») і 23-річний Святослав Нога (СКК «Крупсько»), на рахунку яких по 7 голів.

#### Фінал[2]
Арбітр: Василь Верблянський
Асистенти арбітра: Андрій Смольський, Тарас Путас
Четвертий арбітр:  Остап Петріца
 Спостерігач арбітражу: Степан Понайда
Голи:  14' Яворів Назарій;  88' Максим Олег; —  85' Качмар Орест.
«УГВ-Сервіс» П'ятничани : Добровольський Павло, Яворів Назарій (Борович Мар'ян,  58'), Теплий Олег (Сакаль Ігор,  58'), Стародубцев Святослав, Іваненко Роман, Антонів Юрій, Янкович Назар (Максим Олег,  83'), Царевич Дмитро, Гнатів Руслан (Хомич Володимир,  66'), Шумельда Назарій, Ворон Віктор (Павлучкович Василь,  78').
Головний тренер: Богдан Вітрів.
СКК «Крупсько» Крупське: Кухар Володимир, Качмар Андрій, Попик Олег (Курдибанський Владислав,  75'), Оленич Остап (Гуга Микола,  46'), Довган Роман, Білик Микола (Білик Олег,  46'), Качмар Орест, Оленич Андрій, Гринчишин Ярослав, Опрісник Тарас, Нога Святослав
Граючий тренер: Орест Качмар.
Попередження:  45' Гнатів Руслан; 90+1' Борович Мар'ян; —  20' Довган Роман;  75' Качмар Орест;  90+2' Білик Олег;
Вилучення:  75', 89'Довган Роман;  90+5' Качмар Андрій(позбавлення суперника очевидної гольової можливості).